# Tulasnella balearica
Tulasnella balearica é uma espécie de fungo pertencente à família Tulasnellaceae.